# Котовське (Казахстан)
Кото́вське (каз. Котовск) — село у складі Тайиншинського району Північноказахстанської області Казахстану. Входить до складу Тендіцького сільського округу, раніше було центром та єдиним населеним пунктом Котовської сільської ради.
Населення — 76 осіб (2021; 203 у 2009, 558 у 1999, 781 у 1989).
Національний склад станом на 1989 рік:
- росіяни — 40 %.